# جوزفین کرول
جوزفین کرول (انگلیسی: Josephine Crowell؛ ۱۱ ژانویهٔ ۱۸۵۹ – ۲۷ ژوئیهٔ ۱۹۳۲) هنرپیشه اهل کانادا بود. وی بین سال‌های ۱۹۱۲ تا ۱۹۲۹ میلادی فعالیت می‌کرد.
از فیلم‌هایی که وی در آن نقش داشته است، می‌توان به تعصب، مخمصه، به خانه خوش آمدی و تله آدم‌گیر اشاره کرد.